# Joe Quimby
Joseph Fitzgerald O'Malley Fitzpatrick O'Donnell The Edge «Joe» Quimby (en Hispanoamérica, Alcalde Diamante) es uno de los personajes de la serie animada de televisión Los Simpson y es el alcalde de la ciudad de Springfield. 
Es el estereotipo del político corrupto: tiene contactos con la mafia local, está rodeado de mujeres jóvenes (muchas de ellas prostitutas) con las que engaña a su mujer y se dedica exclusivamente a divertirse.

## Origen del nombre
El nombre de Joe Quimby viene de la calle NW Quimby en Portland, Oregón, la ciudad en la que creció Matt Groening.  El resto del nombre viene del jefe de policía de Portland, "Diamond" Jim Purcell.

## Carrera política
Quimby pertenece al Partido Demócrata. Fue elegido alcalde de Springfield en 1986. Ha sido reelegido varias veces desde entonces, a pesar de que varias veces admitió fraudes y varias fechorías.
En una de las elecciones el Partido Republicano nominó al actor secundario Bob como su principal candidato, este amañó las elecciones, destronando por poco tiempo a Quimby de la alcaldía. Finalmente, fue reinstaurado cuando se demostró que Bob era culpable de fraude, siendo de este modo encarcelado. 
Más tarde, tuvo que abandonar su puesto, siendo reemplazado por un consejo de intelectuales entre los que se encontraba Lisa Simpson, el profesor Frink, el doctor Julius Hibbert y el director Seymour Skinner, entre otros.

## Negocios oscuros
A lo largo de la serie se ha visto en negocios ilegales muy variados como:
- Vender leche de rata en las escuelas, aunque él creía que era de perra.
- Usar fondos del estado para asesinar a un enemigo, usando una frase de Gabbo para ganarse al pueblo.
- Robar fondos estatales para la construcción de una enorme piscina cubierta.
- Estuvo dos meses en Aruba decidiendo si invertía dinero en Springfield.
- Willie lo filma mientras mantiene relaciones con una mujer en el coche oficial del alcalde, y el mismo Willie indica que es uno de los personajes que más aparecen en sus vídeos aficionados.
- Luego de que la ciudad fuera estafada con la compra de un monorraíl el pide dinero a la ciudad para "recuperarse" y lo usa para fugarse y reiniciar su vida en otro lado.

## Comparaciones con la familia Kennedy
Hay varias cosas sobre Quimby y su familia que son similares a Ted Kennedy y la familia política Kennedy:
- Habla con acento de Boston, en un estilo que se asemeja a Ted Kennedy, separando las palabras con "er" y "ah".
- Es católico.
- Es del Partido Demócrata.
- Está casado con una mujer que viste un traje rosa y un sombrero similar al que hizo famosa a Jacqueline Kennedy.